# Symfonie nr. 3 (Van Gilse)
De Nederlandse componist Jan van Gilse voltooide zijn Symfonie nr. 3 in d "Erhebung" in vijf delen voor symfonieorkest met sopraan in juni 1907.

## Geschiedenis
Van Gilse schreef de eerste noten van deze symfonie toen hij derde dirigent en repetitor was van het operaorkest in Bremen. Hij werkte aan dit opus van mei 1906 tot juni 1907 en werd vervolgens met het probleem geconfronteerd dat zijn muziekuitgeverij er geen winst in zag. De kosten van het drukken zouden vele malen de inkomsten overstijgen.
Van Gilse probeerde het werk desondanks gespeeld te krijgen en kreeg daartoe de mogelijkheid op 2 juni 1908, maar niet in Nederland. De Königliche Württembergische Hofkapelle uit Stuttgart speelde het werk tijdens het 44e Tonkünstlerfest van de Allgemeine Deutsche Musikverein in München, onder leiding van Aloys Obrist. De Nederlandse sopraan Mientje Lammen was de soliste. Het werk kreeg een lauwe ontvangst, ook al doordat de zaal halfleeg was door een hevig onweer kort voor aanvang. In de woorden van Van Gilses latere echtgenote Ada Hooijer, die mee was gegaan naar München, was er "geen sprake van enige werkelijke geestdrift". Toch bood een muziekuitgever aan de "overmoedige wals" uit het vierde deel van de symfonie apart uit te geven. De principiële Van Gilse liet deze kans lopen, want "als men niet de héle symfonie wilde uitgeven, moest er maar helemaal niets van in druk verschijnen".
Op 4 maart 1909 was het Concertgebouw in Amsterdam aan de beurt voor de Nederlandse première. Van Gilse stond zelf op de bok voor een uitvoering met het Concertgebouworkest en de voor de zieke Aaltje Noordewier-Reddingius ingevallen sopraan Alida Loman-Lütkemann, die een lovende recensie kreeg. Zij zong al eerder in de Nederlandse première van de Symfonie nr. 4 van Mahler. De muziek van Van Gilse benadert die van Richard Strauss, Gustav Mahler en Richard Wagner. Vooral de atmosfeer van het slotdeel van Mahlers Derde Symfonie klinkt erin door.
De symfonie bleef in Nederland vrijwel onopgemerkt, maar won in Duitsland, ondanks het door Ada Hooijer geconstateerde gebrek aan geestdrift, in mei 1909 de Preis der Michael-Beer-Stiftung ten bedrage van 2250 Duitse mark. Die prijs (vergelijkbaar met de Prix de Rome) hield een tweejarig verblijf in Rome in. Van Gilse begon daar te werken aan zijn opera Frau Helga von Stavern (over het Vrouwtje van Stavoren), de Symfonie nr. 4 en de Variaties op een St. Nicolaasliedje.
Het lot van deze derde symfonie was al in 1912 de plank, alwaar zij naast de Eerste en Tweede Symfonie kwam te liggen, volledig overschaduwd door nummer 4. Tijdens Van Gilses leven is het werk slechts zeven keer uitgevoerd. Na meer dan honderd jaar, in 2009, verscheen een registratie van de symfonie onder leiding van David Porcelijn bij het Duitse label cpo.

## Opdracht
De derde symfonie is opgedragen aan de schrijfster, dichteres en zangeres Dina Mollinger-Hooijer. Van Gilse zocht haar in Arnhem vaak op als hij met vakantie uit Duitsland kwam. Zij gaf zanglessen waarbij hij soms begeleidde. Zij was in de jaren 1903-1908 een stimulerende kracht en inspireerde hem tot het schrijven van deze symfonie. Jan van Gilse droeg meer werken aan haar op, waaronder Drei Gesänge für eine mittlere Singstimme und Orchester uit 1905. Dit werk is geschreven op drie gedichten, waarvan Herbststurm van Dina zelf. Ook haar gedicht Neergebrand zette hij in 1908 op muziek.
In 1909 trouwde Van Gilse met haar negen jaar jongere halfzuster Ada Hooijer. Later is Dina vooral bekend geworden door de novelle De pop van Elisabeth Gehrke die ze in 1922 schreef onder het pseudoniem "Ellen". Haar echtgenoot Frits Mollinger was directeur van de Nationale Levensverzekering-Bank.

## Indeling
De symfonie heeft vijf delen. De tekst, afkomstig uit het Hooglied, wordt in het Duits gezongen in de delen drie en vijf.
1. Langsam (8.46')
2. Leidenschaftlich und heftig bewegt (11.58')
3. Sehr langsam und schwermütig (9.41')
4. Lebhaft und sehr kräftig, stellenweise im Ausdruck eines übermütigen Walzer (10.47')
5. Äußerst langsam und sehr ruhig, mit inniger Empfindung (21.52')

De aanduidingen van de tijdsduur zijn overgenomen van de bovengenoemde cd-registratie.

## Orkestratie
- Sopraan
- 3 dwarsfluiten, 3 hobo’s, 4 klarinetten, 3 fagotten
- 6 hoorns, 4 trompetten, 3 trombones, 1 tuba
- Pauken, 3 slagwerkers, harp
- Eerste en tweede violen, altviolen, celli, contrabassen